# Władimir Makowski

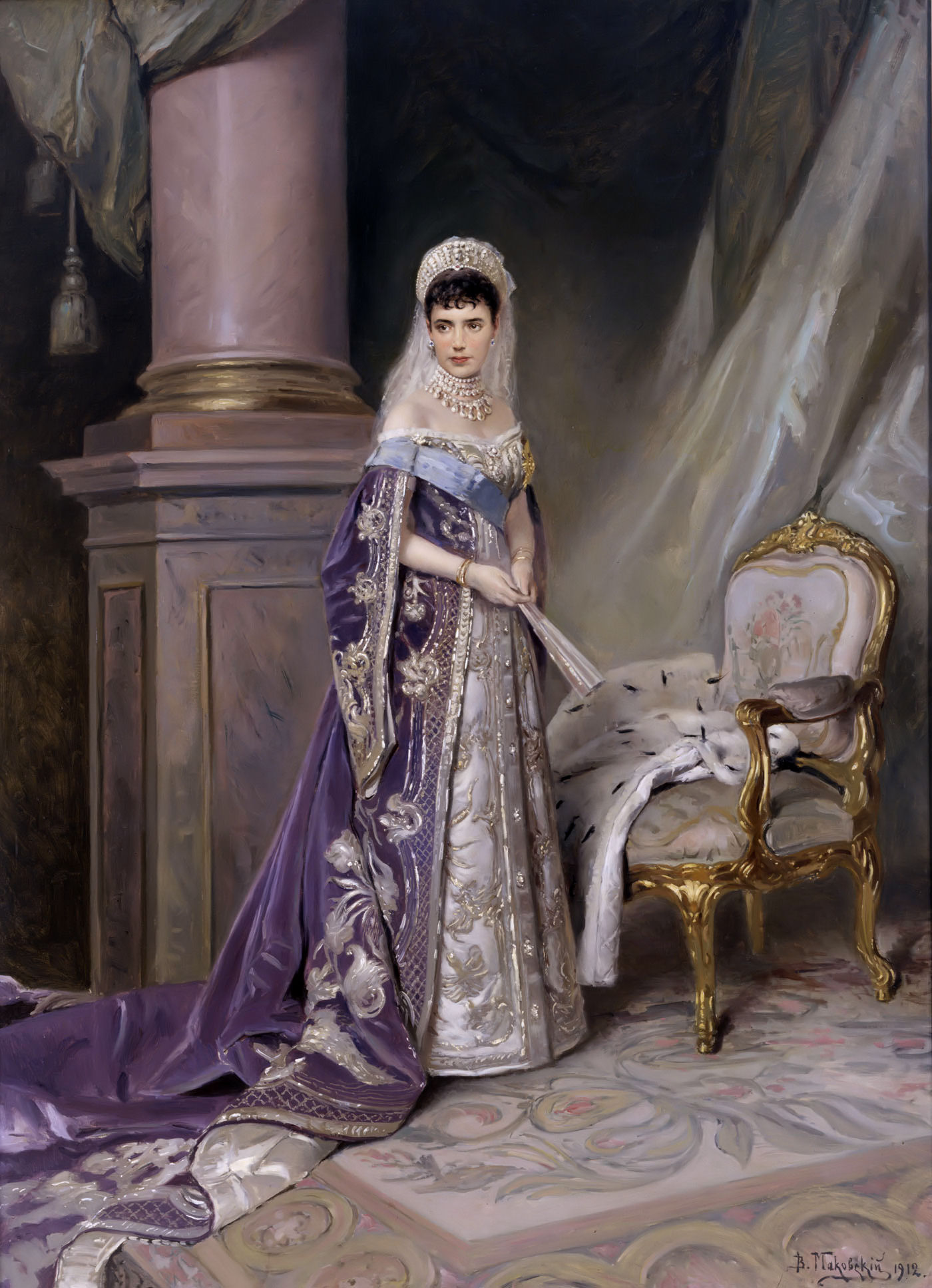
Cesarzowa Maria Fiodorowna, 1912

Władimir Jegorowicz Makowski (ros. Влади́мир Его́рович Мако́вский; ur. 26 stycznia?/7 lutego 1846 w Moskwie, zm. 21 lutego 1920 w Piotrogrodzie) – rosyjski malarz, członek stowarzyszenia Pieriedwiżników, brat malarza Konstantina Makowskiego, wuj Eleny Luksch-Makowsky (Jeleny Makowskiej). 

## Biografia
Był synem Jegora Iwanowicza Makowskiego, jednego z założycieli Moskiewskiej Szkoły Malarstwa, Rzeźby i Architektury. W domu rodzinnym bywali Michaił Glinka, Nikołaj Gogol, Aleksander Puszkin, Karł Briułłow i in. Władimir Makowski zaczął naukę malarstwa u Wasilija Tropinina.
W latach 1861–1866 uczył się w Moskiewskiej Szkole Malarstwa, Rzeźby i Architektury u Siergieja Zaranko, Jewgrafa Sorokina i Wasilija Tropinina. Studia ukończył otrzymawszy tytuł artysty III klasy.
W roku 1869 za obraz „Dzieci chłopskie strzegące koni” otrzymał tytuł artysty I klasy i złoty medal Elżbiety Vigée-Lebrun.
W roku 1873 za obraz „Miłośnicy słowików” otrzymał członkostwo Akademii.
W roku 1872 został członkiem stowarzyszenia Pieriedwiżników.
W latach 1894–1918 był profesorem Akademii Sztuk Pięknych w Petersburgu, gdzie prowadził pracownię malarstwa rodzajowego. W roku 1895 został rektorem Akademii.

## Galeria

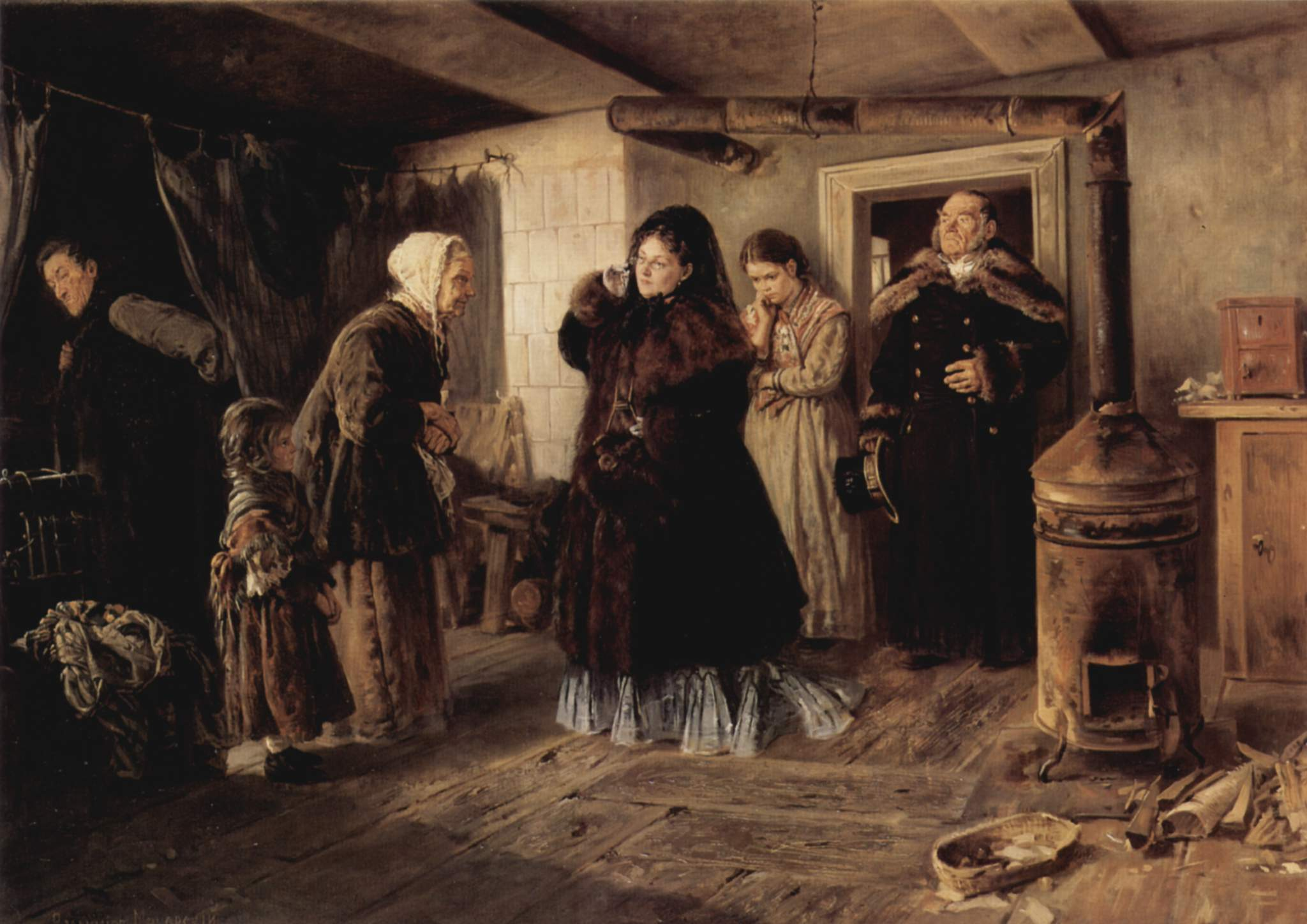
Odwiedzenie biedaków (1874)
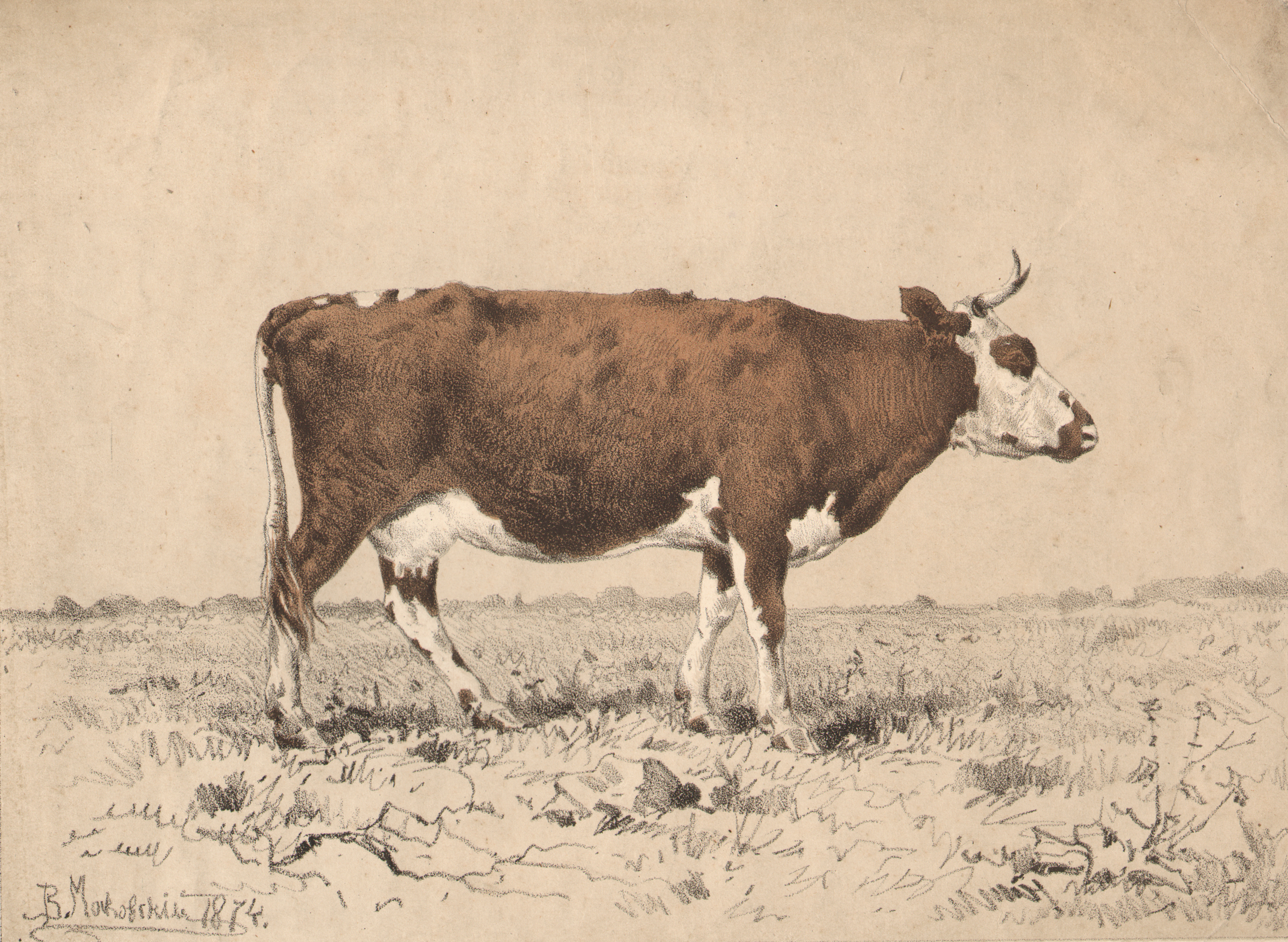
Krowa (1874)
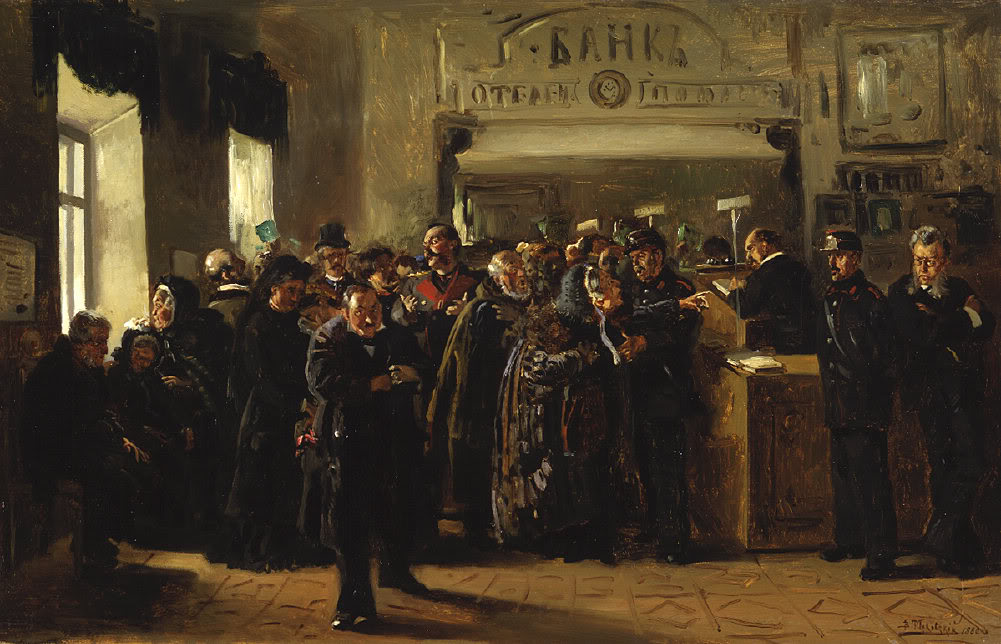
Krach banku (1881)
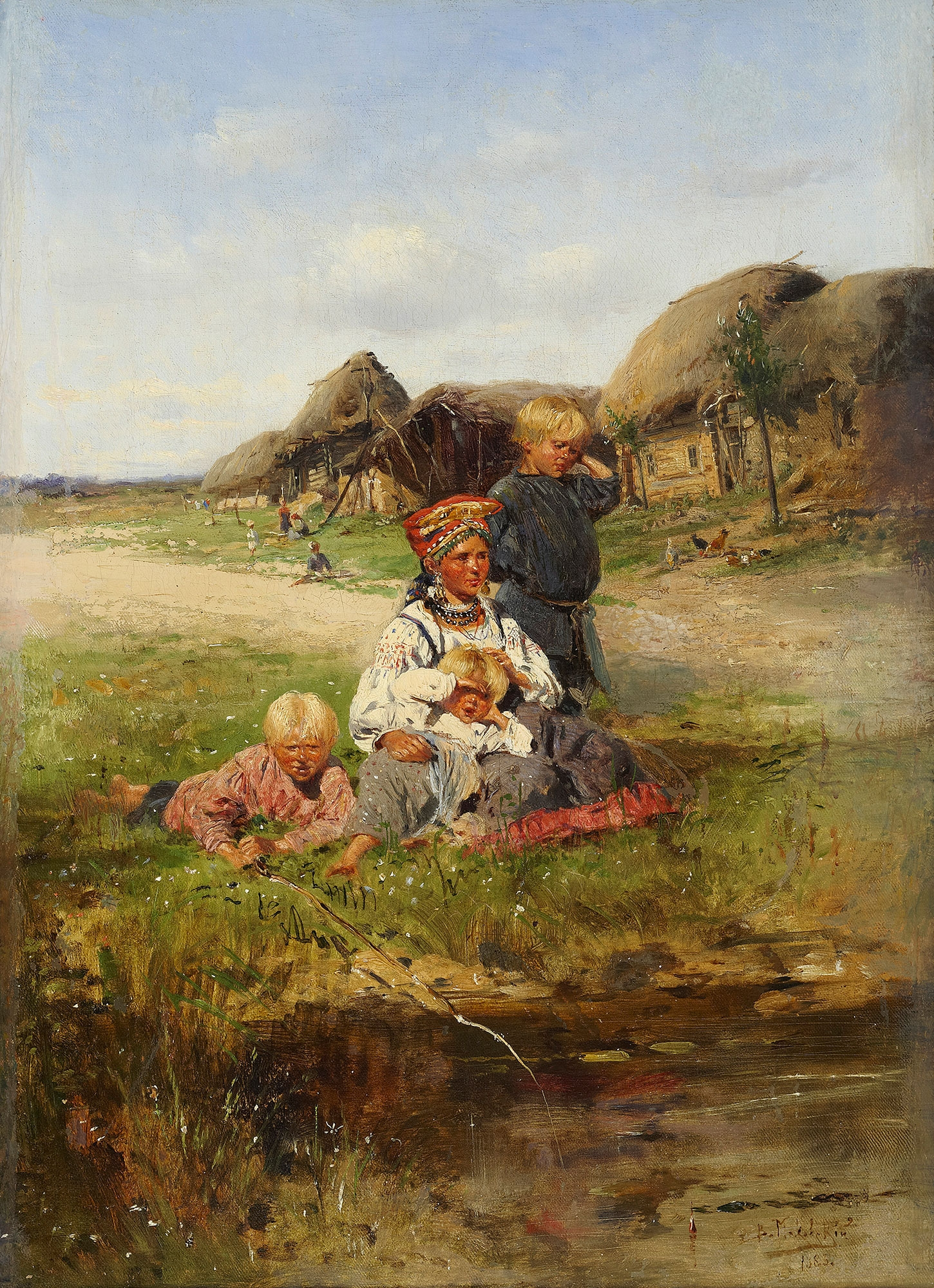
Chłopka z dziećmi (1883)
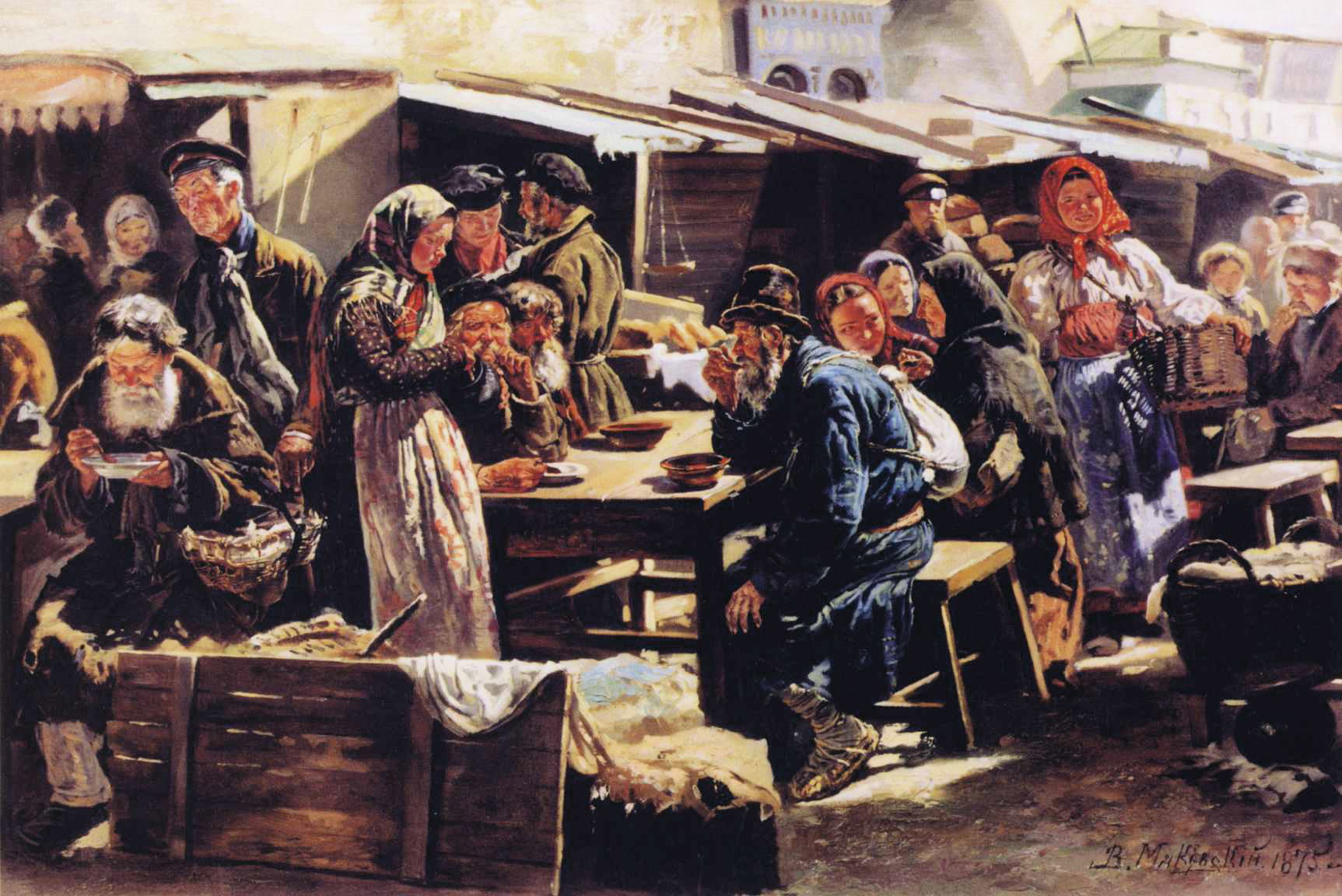
Rynek z tandetą (1889)
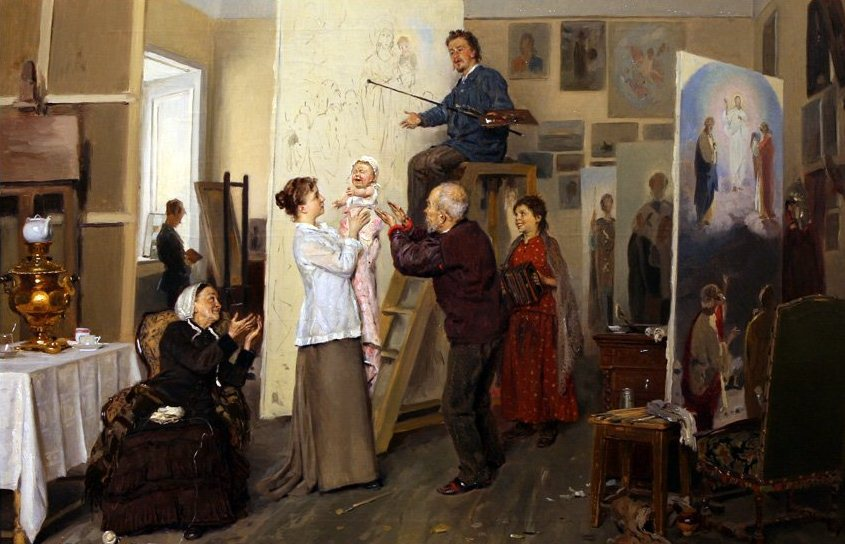
Rodzina artysty (1893)